# Jane Marplová
Jane Marplová, známá spíše jako slečna Marplová (v anglickém originále Miss Marple), je fiktivní postava vystupující ve dvanácti detektivních románech spisovatelky Agathy Christie. Slečna Marplová je postarší neprovdaná dáma, která žije ve vesnici St. Mary Mead a vystupuje jako amatérský detektiv. Patří mezi nejznámější postavy Agathy Christie a již několikrát se objevila na filmovém plátně. Čtenáři se s ní mohli poprvé setkat v povídce Úterní klub (The Tuesday Night Club) vydané v prosincovém čísle časopisu The Royal Magazine v roce 1927. Tato povídka se později stala první kapitolou knihy Třináct záhad (1932). Prvním románem s postavou slečny Marplové je Vražda na faře (1930).

## Postava
Slečna Marplová se může jevit jako typická anglická dáma. Je vždy elegantně oblečená a většinu času tráví pletením nebo prací na zahrádce. Její chování se občas může zdát potrhlé, ale při řešení záhad se projevuje jako velmi inteligentní žena. Je znalec lidské povahy a všech jejích lepších i horších stránek, slabostí a výstředností. Jak je v detektivním žánru zvykem, slečna Marplová slaví větší úspěchy než policejní vyšetřovatelé a snadno řeší záhady, se kterými si policie neví rady. Slečna Marplová se nikdy neprovdala. Jejím nejbližším žijícím příbuzným je její synovec, „známý spisovatel“ Raymond West, který byl představen v románu Vražda na faře.
Ze záznamů pořízených v polovině 60. let vyplývá, že předlohou pro postavu slečny Marplové byla částečně babička Agathy Christie. Jako předloha pro povahu slečny Marplové sloužilo více osob. Agatha Christie o slečně Marplové řekla, že je to stará dáma, která se trochu podobá přítelkyním její babičky Ealing, s nimiž se setkala v mnoha vesnicích, kam jako děvče jezdila. Není však jasné, jak vzniklo samotné jméno postavy. Nejčastěji se uvádí, že jméno bylo převzato z názvu železniční stanice Marple ve Stockportu, kterou Christie projížděla. Podle jiných zdrojů se Christie inspirovala u rodiny Marplových, která žila v domě Marple Hall nedaleko její sestry Madge.
Při řešení zločinů slečně Marplové pomáhá nejen její inteligence, ale i skutečnost, že během svého života již viděla nesčetně příkladů špatných lidských vlastností. Není případu, který by u slečny Marplové nevyvolal vzpomínku na podobnou příhodu. Slečna Marplová často nudí své známé analogiemi mezi aktuálním případem a lidmi či událostmi ze St. Mary Mead. Jsou to však právě tyto analogie, které slečně Marplové pomáhají k lepšímu pochopení podstaty zločinu. Má rovněž dar všimnout si i nevědomky prohozených poznámek a spojit si je s daným případem. Ačkoli vypadá jako roztomilá křehká stařenka, nemá z ničeho strach a nenechá se snadno zastrašit.
Poslední román, který uzavírá řadu knih s postavou slečny Marplové, Zapomenutá vražda, byl napsán již v roce 1940. Christie ho po dokončení uložila do bankovního trezoru pro případ, že by zemřela při bombardování Anglie. Román vyšel krátce po smrti autorky v roce 1976, 36 let poté, co byl napsán.

## Díla, vnichž se postava objevuje
Uvedené roky jsou roky, kdy byla kniha vydána v originále.

### Romány
- The Murder at the Vicarage – Vražda na faře (1930)
- The Body in the Library – Mrtvá v knihovně (1942)
- The Moving Finger – Není kouře bez ohýnku (1943)
- A Murder is Announced – Oznamuje se vražda (1950)
- They Do It with Mirrors, též pod názvem Murder With Mirrors – Smysluplná vražda (1952)
- A Pocket Full of Rye – Kapsa plná žita (1953)
- 4.50 from Paddington, též pod názvem What Mrs. McGillicuddy Saw! – Vlak z Paddingtonu (1957)
- The Mirror Crack'd from Side to Side, též pod názvem The Mirror Crack'd – Prasklé zrcadlo (1962)
- A Caribbean Mystery – Karibské tajemství (1964)
- At Bertram's Hotel – V hotelu Bertram (1965)
- Nemesis – Nemesis (1971)
- Sleeping Murder – Zapomenutá vražda (napsáno 1940, vydáno 1976)

### Povídky
- The Tuesday Night Club – Úterní klub (1927)
- The Thirteen Problems, též pod názvem The Tuesday Club Murders – Třináct záhad (1932)
- Miss Marple's Final Cases and Two Other Stories, též pod názvem Miss Marple's Final Cases – Poslední případy slečny Marplové a dva jiné příběhy (napsáno mezi 1939 a 1954, vydáno 1979)